# Ставре Джиков
Ставре Джиков (на македонска литературна норма: Ставре Џиков) е известен юрист, адвокат, бивш съдия и държавен прокурор на Северна Македония, публицист – автор на няколко книги.

## Биография

### Произход и ранни години
Роден е в 1952 година в град Джержоньов в Полша, като дете на политически емигранти - бежанци от Гражданската война в Гърция. По произход е от Егейска Македония, от Шестеово, Костурско, и Чеган, Воденско. Неговият дядо Атанас Димовски е местен войвода на Шестеово и боец в четите на войводите Пандо Кляшев и Васил Чекаларов по време на Илинденското въстание. През зимата на 1956 година, през декември, семейството се връща в столицата на Народна република Македония Скопие. Средното си образование завършва в скопската гимназия „Орце Николов“, а висшето – в Юридическия факултет на Скопския университет.

### Кариера и личен живот
След завършване на висшето образование няколко години работи като съдия в Скопие, до назначаването си на поста държавен прокурор. В периода от 1999 до 2002 година работи на поста главен прокурор на Република Македония. Като главен прокурор на Република Македония в периода на военния конфликт през 2001 работи по разследванията и обвиненията за военни престъпления срещу т. нар. Армия за национално освобождение и започва сътрудничеството с трибунала в Хага, като има и конфликтни отношения с прокурорката Карла дел Понте по отношение на предаването на делата в Хага. След изтичане на мандата прокурор на Република Македония, се включва в адвокатурата, където работи като адвокат до днес.
От 1990 година започва с написването на няколко статии в новинарските издания, вестници, седмичници и списания, на исторически и юридичеси теми, свързани с Македония. Негови статии са: „Вистината за Прохор Пчињски“ в „Нова Македония“, април 1990 година; „Голготата на прогонетите Македонци“ в „Република“, декември 1991 година; „Македонска политичка емиграција“ в „Македония Денес“, септември 1998; „Македонија експериментална лабораторија за човековите слободи и права“ в „Македония Денес“, октомври 1998; „Македонија од Требош до Хаг“ в „Македония Денес“, февруари 2004 и други статии. Същевременно започва с писане и публикуване на много книги с различна тематика от художествената проза и поезия, юридически теми и история на Македония. Автор е на повече професионални научни статии в областта на съдебната система, прокуратурата и адвокатурата.
Сред обществеността на Република Македония Джиков е известен активист, участник и един от организаторите на гладна стачка срещу промяна на името на Република Македония проведена два пъти, в декември 2010 и октомври 2011. Ставре Джиков е женен и е баща на две деца.

## Творби
- „Вистината за Прохор Пчински“ (1990)
- „Прогонети“ (1991)
- „Македонија во комунистичкиот триаголник“ (1993)
- „Воскресение“ (1995)
- „Претседател на Македонија“ (1997)
- „Јавно обвинителство“ (2001)
- „Адвокатурата во Република Македонија (1945-2005)“ (2005)
- „Четврта емигрантска Македонија“ (2007)

Съавтор е на книгите:
- „Јавното обвинителство во Република Македонија“ (2000)
- „Заговор против претседателот Киро Глигоров“ (2002), с Киро Глигоров
- „Обединета Македонија во обединета Европа“ (2009), със своя син, Александар Джиков.